# Los últimos días de Pompeya (película de 1959)
Los últimos días de Pompeya es una película italiana de 1959 dirigida por Sergio Leone, en reemplazo de Mario Bonnard. Esta película, la primera dirigida por Leone, es la adaptación al peplum de la novela homónima de Edward Bulwer-Lytton, y está protagonizada por Steve Reeves y Fernando Rey. El guion sólo toma la idea general de la novela original, así como los personajes sólo tienen el nombre de los literarios así como, muy vagamente, algunos de sus rasgos. Incorpora todos los convencionalismos del género, ausentes en la novela. Edward Bulwer-Lytton aborda la convivencia de la religión romana con respecto al cristianismo y los cultos orientales que se habían asentado en el imperio, pero la persecución a los cristianos por parte del paganismo oficial es un tema secundario en el libro, y es, sin embargo, el pilar argumental de la película.

## Argumento
Glauco, un centurión romano, al regresar a su casa en Pompeya, se la encuentra incendiada y saqueada. Un esclavo le comunica que un grupo de cristianos ha matado a su padre, a la vez que se ha llevado todas las cosas de algún valor. 
Glauco acude al edil Ascanio en demanda de justicia. Allí se encuentra con la hija del edil, llamada Elena. Ésta tiene una esclava cristiana ciega, llamada Nidia, de la que está enamorado Antonino, un raterillo de los suburbios de Pompeya al que Glauco liberó de ser arrestado. 
Por un robo que Antonino efectúa, se entera de quién fue el asesino del padre de Glauco y, al comunicárselo al amigo de éste, Marco, éste es asesinado por Arbace (Fernando Rey), gran sacerdote de Isis, autor de todos los robos y asesinatos cometidos. Arbace, ante el temor de ser descubierto, denuncia a Glauco y a Elena como cristianos, por lo que son sentenciados a morir en el anfiteatro.

## Reparto
- Steve Reeves - Glauco
- Christine Kaufmann - Ione

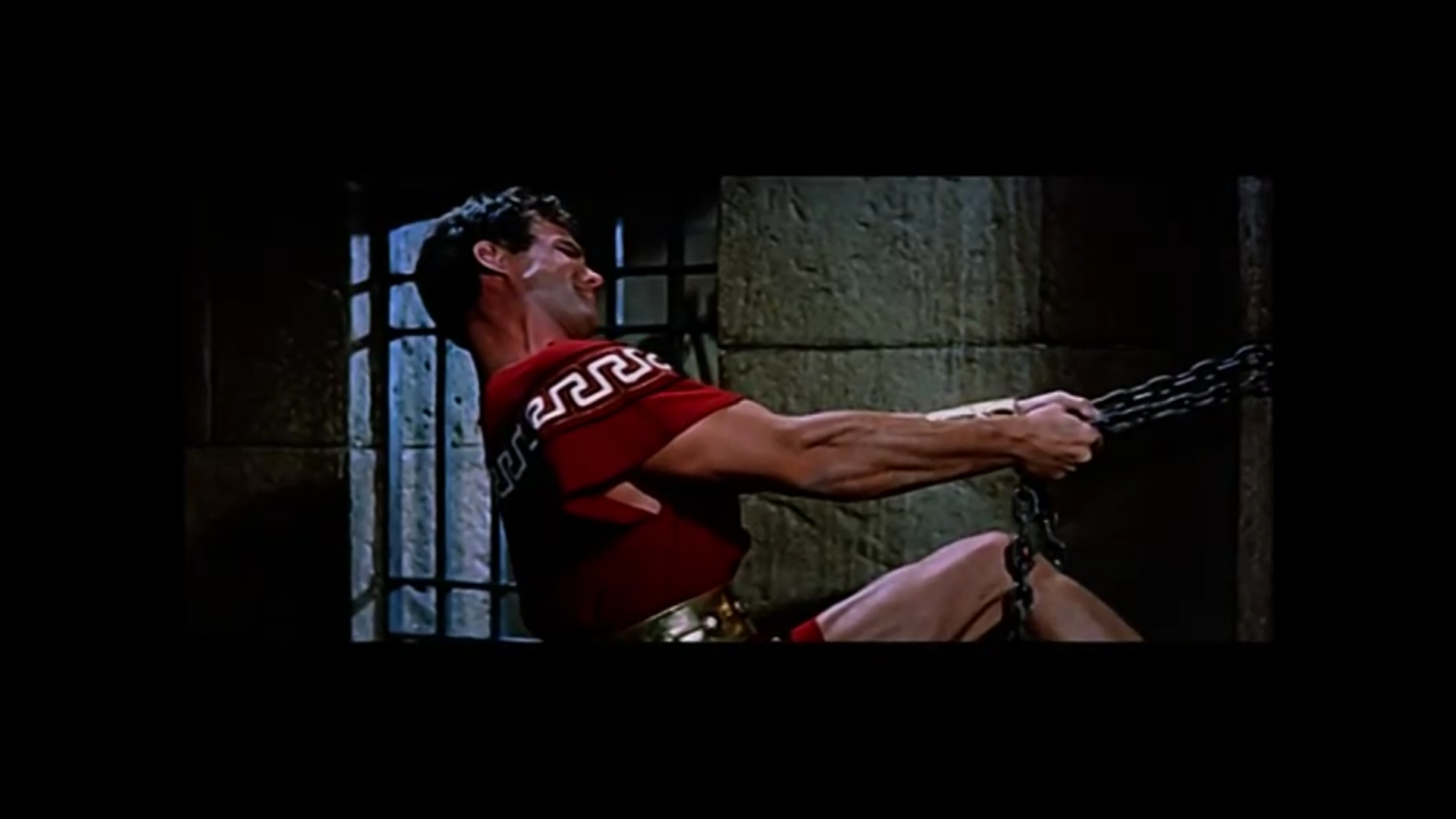
Steve Reeves en un fotograma de la película

- Fernando Rey - Arbacès, Gran Sacerdote
- Barbara Carroll - Nydia
- Ángel Aranda - Antoninus Marcus
- Anne - Marie Baumann
- Mimmo Palmara - Gallino
- Guillermo Marín - Ascanio
- Carlo Tamberlani - Líder de los cristianos
- Mino Doro - Cónsul

## Producción
La película fue empezada por Mario Bonnard, pero fue Sergio Leone, el conocido director de spaguetti wésterns, el que la terminó.